# Compsodrillia haliostrephis
Compsodrillia haliostrephis is een slakkensoort uit de familie van de Pseudomelatomidae. De wetenschappelijke naam van de soort is voor het eerst geldig gepubliceerd in 1889 door Dall.